# Pino Arlacchi

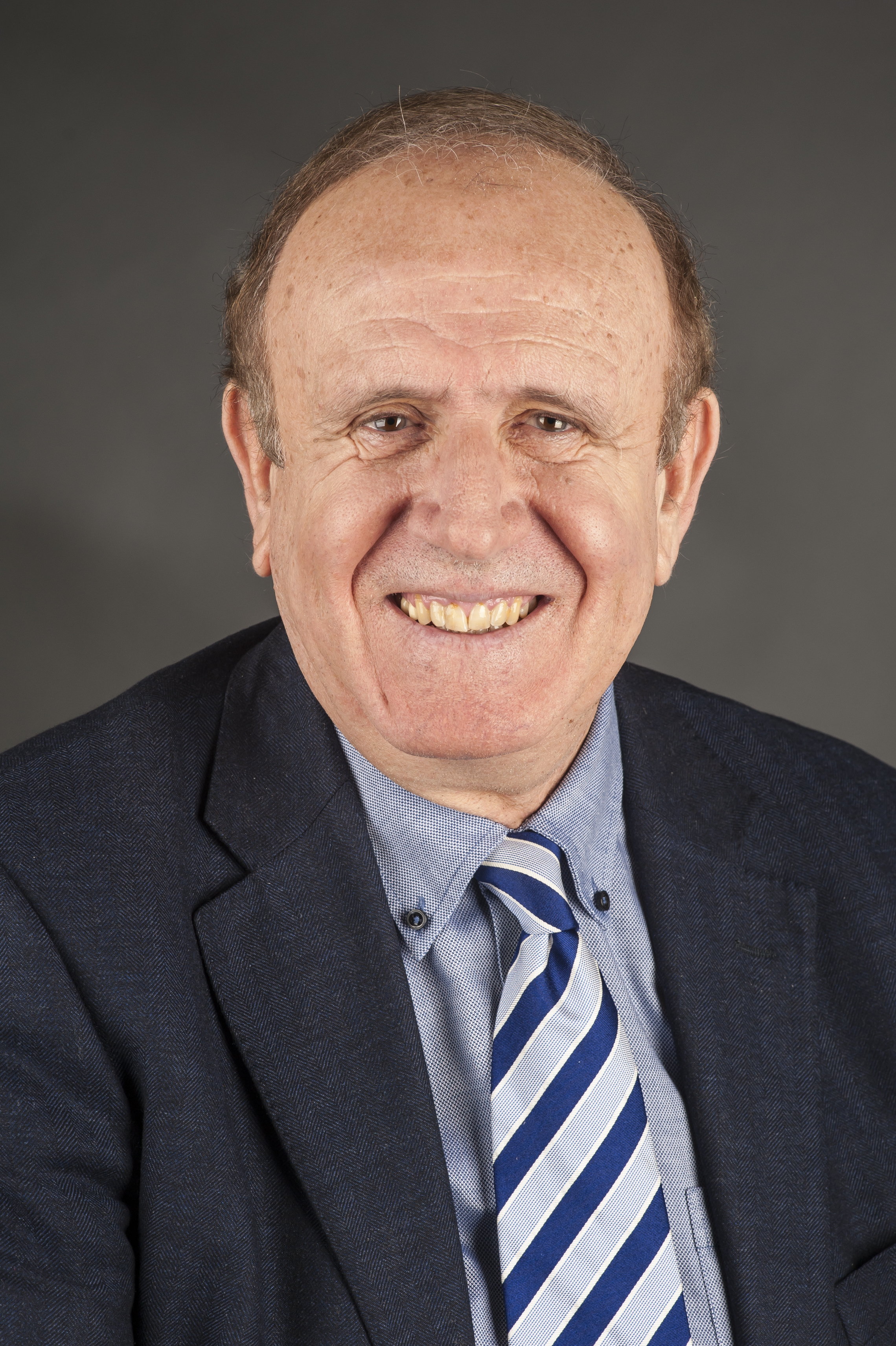
Pino Arlacchi (2014)

Giuseppe Arlacchi, auch Pino Arlacchi genannt, (* 21. Februar 1951 in Gioia Tauro, Kalabrien) ist ein italienischer Soziologe und Politiker (PDS, IdV, PD). Bekannt wurde er durch seine Studien über die Mafia. Er ist Professor für allgemeine Soziologie an der Universität Sassari.
Arlacchi war von 1994 bis 1996 Mitglied der italienischen Abgeordnetenkammer, anschließend bis 1997 Senator. Als Unter-Generalsekretär der Vereinten Nationen leitete er von 1997 bis 2002  das Internationale Drogenkontrollprogramm (UNDCP). Von 2009 bis 2014 war er Mitglied des Europäischen Parlaments.

## Leben und akademische Laufbahn
Arlacchi schloss 1973 sein Studium der Soziologie an der Universität Trient ab. Anschließend war er Wissenschaftlicher Mitarbeiter und 1977 Dozent an der Universität Kalabrien, 1978 leitete er ein interdisziplinäres Forschungsprojekt zu „Mafia und Gesellschaftstypen“. Es folgte ein von der Ford Foundation finanzierter Forschungsaufenthalt an der City University of New York. 1982 wurde Arlacchi zum professore associato für vergleichende Soziologie an der Universität Kalabrien ernannt. Von 1984 bis 1986 beriet er den Parlamentarischen Untersuchungsausschuss zum Phänomen der Mafia.
1987 wechselte er als professore associato für angewandte Soziologie an die Universität Florenz, im selben Jahr hatte er eine Gastprofessur an der New Yorker Columbia University. Von 1988 bis 1990 war Arlacchi Vorsitzender der International Association for the Study of Organized Crime. In den frühen 1990er Jahren war er mit der Gründung der Direzione Investigativa Antimafia (DIA) befasst, einer 1991 eingerichteten Behörde der Strafverfolgung, die den Auftrag hatte, die organisierte Kriminalität zu bekämpfen. Der von der Mafia 1992 ermordete Richter Giovanni Falcone war ein enger Freund Arlacchis. Er war von 1993 bis 1999 Ehrenpräsident der Stiftung Giovanni Falcone e Francesca Morvillo.
Arlacchi wurde 1994 zum außerordentlichen Professor, 2001 zum ordentlichen Professor für allgemeine Soziologie an der Universität Sassari auf Sardinien ernannt. Von 2004 bis 2008 war er Experte des Antimafia-Rates der Regionalregierung von Kalabrien.

## Tätigkeit als Politiker
Von 1994 bis 1996 war Arlacchi für die Partito Democratico della Sinistra Abgeordneter des Wahlkreises Sesto Fiorentino (Toskana) in der Abgeordnetenkammer. Dort war er Mitglied des Justizausschusses und stellvertretender Vorsitzender des parlamentarischen Untersuchungsausschusses für die Mafia und andere kriminelle Vereinigungen. Diesem gehörte er auch weiter an, nachdem er 1996 als Kandidat des Mitte-links-Bündnisses L’Ulivo im Wahlkreis Mugello in den italienischen Senat gewählt wurde. Im August 1997 legte er das Mandat nieder, um einen Posten bei der UNO anzunehmen (siehe unten). An seiner Stelle rückte Antonio Di Pietro in den Senat nach.
Über die Liste von Di Pietros Anti-Korruptions-Partei Italia dei Valori wurde Arlacchi bei der Europawahl 2009 als Abgeordneter für den Süden Italiens in das Europäische Parlament gewählt. Dort gehörte er zunächst der liberalen ALDE-Fraktion an. Im November 2010 trat er aber zur Partito Democratico über und schloss sich folglich der Fraktion der Progressiven Allianz der Sozialdemokraten (S&D) an. Im EU-Parlament war Arlacchi Mitglied des Ausschusses für auswärtige Angelegenheiten (ab 2012 auch im Unterausschuss Menschenrechte) sowie stellvertretender Vorsitzender der Delegation für die Beziehungen zu Afghanistan. Im März 2014 sprach sich Arlacchi gegen die von der EU beschlossenen Sanktionen gegenüber Russland aus. Alle seine Wortmeldungen im EU-Parlament sind online im Archiv abrufbar.

## UNO-Karriere
1997 wurde Arlacchi zum Generaldirektor des Büros der UNO in Wien berufen und übernahm den Posten eines Direktors des Internationalen Drogenkontrollprogramms der Vereinten Nationen (UNDCP) im Rang eines Unter-Generalsekretärs. Seine Planungen und Vorschläge zu Eindämmung der Drogenkriminalität und zur Bekämpfung des Drogenanbaus wurden im Juni 1998 von der UN-Generalversammlung einstimmig angenommen. Die UN-Kommission zur Drogenfrage bestätigte einen Erfolg der ergriffenen Maßnahmen, sodass das Programm für weitere 10 Jahre bis zum Jahre 2019 verlängert wurde.
Auf Arlacchis Initiative hin wurde im Jahre 2000 in Palermo eine UN-Konvention gegen sämtliche Formen organisierter Kriminalität, wie z. B. Zwangsprostitution oder den modernen Sklavenhandel, verabschiedet, welche 2003 in Kraft trat.
Seine Tätigkeit war nicht unumstritten. Vor allem seine vielen Ankündigungen, Konferenzen etc., die dann entweder nicht stattfanden oder nicht in konkrete Ergebnisse mündeten, brachten ihm einige Kritik ein. Eine besonders ausführliche Kritik machte im Jahr 2000 der deutsche Diplomat Michael von der Schulenburg im Zuge seines Rücktritts als Abteilungsleiter im UNDCP öffentlich.

## Veröffentlichungen
- Territorio e Società: Calabria 1750–1950. Lerici, Cosenza 1978.
- Mafia, contadini e latifundo nella Calabria tradizionale. Le strutture elementari del sottosviluppo. Il Mulino, Mailand 1980.
- La Mafia imprenditrice: L'etica mafiosa e lo spirito del capitalismo. Il Molino 1983.
  - Mafiose Ethik und der Geist des Kapitalismus: die unternehmerische Mafia. Hrsg. Ursula Apitzsch, übersetzt von Norbert Neumann, Cooperative Verlag, Frankfurt am Main 1989, ISBN 3-88442-019-4.
- Mafia, Peasants and Great Estates: Society in Traditional Calabria. Cambridge University Press, Cambridge 1983, ISBN 0-521-25136-2.
- mit Nando della Chiesa: La palude e la città. Si può sconfiggere la mafia. Mondadori, Mailand 1987.
- Droga e grande criminalità in Italia e nel mundo. Sciascia, Caltanissetta-Rom 1988.
- mit Roger Lewis: Imprendioriallità illecita e droga. Il mercato dell'heroina a Verona. Il Mulino 1990.
- Gli uomini del disonore. La mafia siciliana nella vita di un grande petito: Antonino Calderone. Mondadori, Mailand 1992.
  - deutsch: Mafia von innen: Das Leben des Don Antonino Calderone. S. Fischer Verlag, Frankfurt am Main 1993, ISBN 3-10-033615-1.
- Addio Cosa Nostra. La vita di Tommaso Buscetta. Rizzoli, Mailand 1994.
- Il processo. Giulio Andreotti sotto accusa a Palermo. Rizzoli, Mailand 1999.
- Schiavi: Il nuovo traffico di esseri umani. Rizzoli, Mailand 1999.
  - deutsch: Ware Mensch: Der Skandal des modernen Sklavenhandels. Piper, München/Zürich 2000, ISBN 3-492-04245-7.
- Perché non c'è la mafia in Sardegna: le radici di una anarchia odinata. AM&D, Cagliari, Sardinien 2007, ISBN 978-88-95462-00-4.
- La mafia imprenditrice: dalla Calabria al centro dell'inferno. Il Saggiatore, Mailand 2007, ISBN 978-88-565-0181-0.
- L'Inganno e la paura. Il mito del caos globale (Die Täuschung und die Angst. Der Mythos vom globalen Chaos). Il Saggiatore, Mailand 2009, ISBN 978-88-565-0238-1.